# Breaking Out Is Hard to Do
Breaking Out Is Hard to Do (titulado Fugarse es difícil en España y Los Griffin en fuga en Hispanoamérica) es el noveno episodio de la cuarta temporada de la serie Padre de familia emitido el 17 de julio de 2005 a través de FOX.  El episodio está escrito por Tom Devanney y dirigido por Kurt Dumas.
La trama se centra en Lois, la cual empieza a sufrir de cleptomania cuando descubre que le encanta robar hasta que es detenida por Joe y sentenciada a tres años de cárcel. Cuando Peter y su familia la echan de menos, deciden sacarla ilegalmente de la penitenciaria obligando a Joe a ir tras ellos.

## Argumento
Mientras va de compras, Lois se da cuenta de que se ha quedado corta de dinero para pagar y decide devolver al mostrador de carnicería una pata de jamón, pero al percatarse de que nadie la vigila, decide esconder la pieza en su bolso. Tras su experiencia satisfactoria empieza a robar varios artilugios (incluso sin valor) en todos los establecimientos que se encuentra a su paso, incluyendo un cuadro de Matisse del museo de Quahog. Brian empieza a sospechar del comportamiento de su dueña, la cual se atreve a invitar a los Swanson a cenar con "su" nueva vajilla de porcelana china. Las sospechas del can se confirman cuando al día siguiente la descubre robando un tubo de escape en una tienda de repuesto para automóviles. Lois se avergüenza de su comportamiento y reconoce tener un problema de cleptomania.
Mientras tanto, Joe tras comer en casa de sus vecinos ve en las noticias que alguien robó un cuadro de Matisse y empieza a sospechar de alguno de los Griffin (puesto que tenían uno en el comedor). Al día siguiente cuando Lois y Brian meten las piezas robadas para deshacerse de los objetos, es detenida por Joe. Sus actos le cuesta una condena de tres años en la cárcel. Con la ausencia de la matriarca, la casa se convierte en un caos y deciden aprovechar la jornada de visitas para ayudarla a escapar sin que nadie se dé cuenta de que Peter la tiene dentro de su boca.
Cuando los guardias se percatan de la desaparición de la reclusa y estos dan la alarma, los Griffin suben a una furgoneta de lavandería y deciden comenzar una nueva vida en el barrio asiático. Cada miembro de la familia debe buscar un trabajo con el que subsistir y sin llamar la atención. Chris empieza a trabajar como rickshaw, Stewie como textil en un almacén clandestino de zapatos y Peter como luchador de sumo. Casualmente Joe estaba viendo un combate y descubre a Peter y comienza a perseguirle junto con su familia por todo el barrio hasta que Lois les sugiere huir por una alcantarilla, sin embargo descubre que ha ido demasiado lejos al llevar a su familia ante tal situación y decide entregarse, pero cuando Joe desciende a la cloaca, una corriente de agua le arrastra hasta el borde de una pared que lleva al piso de abajo. Lois lejos de huir, decide ayudarle y le salva la vida. Como gratitud, Joe habla con el juez para que cancele la condena y así todos volver a la normalidad.

## Producción
Este episodio fue el primero para el guionista Tom Devanney. En la escena del supermercado, cuando Stewie intentaba asfixiarse con una bolsa de plástico, en un principio debía decir "Lois, o salí por cesárea o eres "Stretch vagstrong" en alusión al muñeco Stretch Armstrong (conocido por su elasticidad), sin embargo la cadena les prohibieron incluir el diálogo. Durante la escena del videoclip Take On Me de A-ha, los productores obtuvieron los derechos para parodiar el vídeo en cuestión. En el borrador original, aparecía un chiste sobre Brian leyendo un periódico en el que aparecía una foto de Kirstie Alley en el que comenta su peso hasta que la actriz entra en el supermercado emulando a Godzilla, sin embargo tuvieron que desechar el sketch por cuestión de tiempo. El cuadro de Matisse del comedor de los Griffin está pintado de manera diferente respecto al auténtico por los derechos legales del pintor. El equipo de producción estuvo mucho tiempo pensando sobre cual debería ser la motivación de Lois para robar como una posesa.
En el borrador hubo una escena que no llegó a usarse en la que Chris, tras escuchar la sentencia contra Lois Griffin, dijo que no estaba tan enfadado desde que vio una escena de la serie Six Feet Under en la que dos personajes del mismo sexo se besan mientras este, en un flashback reacciona con un "venga ya!". La canción de Quagmire fue grabada e interpretada por un estudio de cantantes que actúan en eventos como los premios Óscar. Debido a las políticas de la cadena, estos intentaron censurar una escena en la que Peter intentaba hacerse una auto felación después de decirle a Lois que el otro día intentó hacer lo que [ella] suele hacerle los jueves, sin embargo dieron su brazo a torcer, no obstante, en el borrador original de la misma escena en la que Peter cae por las escaleras se puede ver que el pie de Stewie está dentro del culo por lo que el lactante pierde el zapato. Peter rompe la cuarta pared al dirigirse a los televidentes en un flashback justo después de su entrevista para participar como luchador de sumo; el productor ejecutivo: David A. Goodman comentó en el audiocomentario del DVD que "este es uno de los pocos momentos, quizá el único, en el que damos un paso adelante con el formato." La mosca de la CBS asiática no fue emitida en la versión televisada, aunque apareció en el DVD.